# Agostino Pieri
Agostino Pieri detto Pilesse (Acquapendente, 21 agosto 1837 – Acquapendente, 5 agosto 1879) è stato un fantino italiano.
Corse 20 volte il Palio di Siena dal 1857 al 1875, vincendo in tre occasioni: due volte per la Torre (di cui una grazie al cavallo scosso) e una per il Bruco.

## Le vittorie
La prima vittoria di Pilesse avvenne il 15 agosto 1864, nel Palio anticipato di un giorno; per il fantino di Acquapendente si trattò di un successo rocambolesco. Partito dietro la Civetta (fantino Annibale Maggiori detto Manciano), riuscì a superarla già alla prima curva di San Martino; Pilesse subì però il ritorno di Mario Bernini detto Bachicche del Valdimontone, col quale iniziò un violento scambio di nerbate. Al secondo San Martino Bachicche afferrò il collo di Pilesse nel tentativo di scaraventarlo a terra, ma quest'ultimo reagì afferrando le briglie del cavallo del rivale. Inevitabilmente lo scontro portò alla cadauta dei fantini; ma, a differenza del cavallo del Valdimontone, quello della Torre proseguì la corsa alle spalle di Tartuca a Giraffa. La rimonta del baio scuro di proprietà di Arcangelo Amaddii, ormai rimasto scosso, fu però inesorabile, e consegnò il successo a Pilesse e alla Contrada di Salicotto.
Il 2 luglio 1882 Pilesse centrò la seconda vittoria, con il giubbetto del Bruco. Riuscì a scattare in testa alla mossa, e mantenne il comando per i tre giri di Piazza.
Il terzo e ultimo successo avvenne il 4 luglio 1875 ancora nella Torre, in occasione della sua ultima presenza al Palio. Riuscì a correre in modo analogo al giorno in cui vinse nel 1882: partì in testa, e dominò fino al termine dei tre giri.
Avrebbe dovuto correre anche il 2 luglio 1877, ma quel giorno il Palio fu sospeso a causa dell'oscurità sopravvenuta, e non venne assegnato. In quell'occasione subì una squalifica di 5 anni in seguito agli incidenti verificatesi, e di lui si perse ogni traccia.

## Presenze al Palio di Siena
| Palio             | Contrada     | Cavallo                   | Note   |
| ----------------- | ------------ | ------------------------- | ------ |
| 16 agosto 1857    | Giraffa      | Baio di D. Partini        |        |
| 4 luglio 1858     | Civetta      | Morello di F. Rocchigiani |        |
| 18 agosto 1858    | Lupa         | Morello di G. Vivarelli   |        |
| 2 luglio 1860     | Selva        | Baio di V. Piazzesi       |        |
| 15 agosto 1862    | Bruco        | Baio di G. Baccheri       |        |
| 28 settembre 1862 | Lupa         | Grigio di L. Grandi       | scosso |
| 2 luglio 1863     | Bruco        | Baio di A. Orlandini      |        |
| 3 luglio 1864     | Bruco        | Baio di A. Amaddii        |        |
| 15 agosto 1864    | Torre        | Baio di A. Amaddii        | scosso |
| 2 luglio 1865     | Bruco        | Morello di G. Merlotti    |        |
| 16 agosto 1865    | Pantera      | Morello di G. Merlotti    |        |
| 2 luglio 1871     | Torre        | Morello di C. Vannini     |        |
| 15 agosto 1871    | Giraffa      | Baio di A. Amaddii        |        |
| 2 luglio 1872     | Bruco        | Morello di L. Grandi      |        |
| 15 luglio 1871    | Giraffa      | Grigio di L. Pisani       |        |
| 2 luglio 1873     | Lupa         | Sauro di L. Grandi        |        |
| 17 agosto 1873    | Bruco        | Morello di G. Montaini    |        |
| 2 luglio 1874     | Bruco        | Morello di G. Bianciardi  |        |
| 16 agosto 1874    | Valdimontone | Baio di N. Mattii         |        |
| 4 luglio 1875     | Torre        | Grigio di L. Pisani       |        |